# Clent
Clent est un village et une paroisse civile du Worcestershire, en Angleterre. Il est situé dans le nord du comté, au sud-ouest de la ville de Birmingham. Administrativement, il relève du district de Bromsgrove. Au recensement de 2001, il comptait 2 600 habitants.